# Wolno-Nadeschdinskoje
Wolno-Nadeschdinskoje (russisch Во́льно-Наде́ждинское) ist ein Dorf (selo) in der Region Primorje in Russland mit 8403 Einwohnern (Stand 1. Oktober 2021).

## Geographie

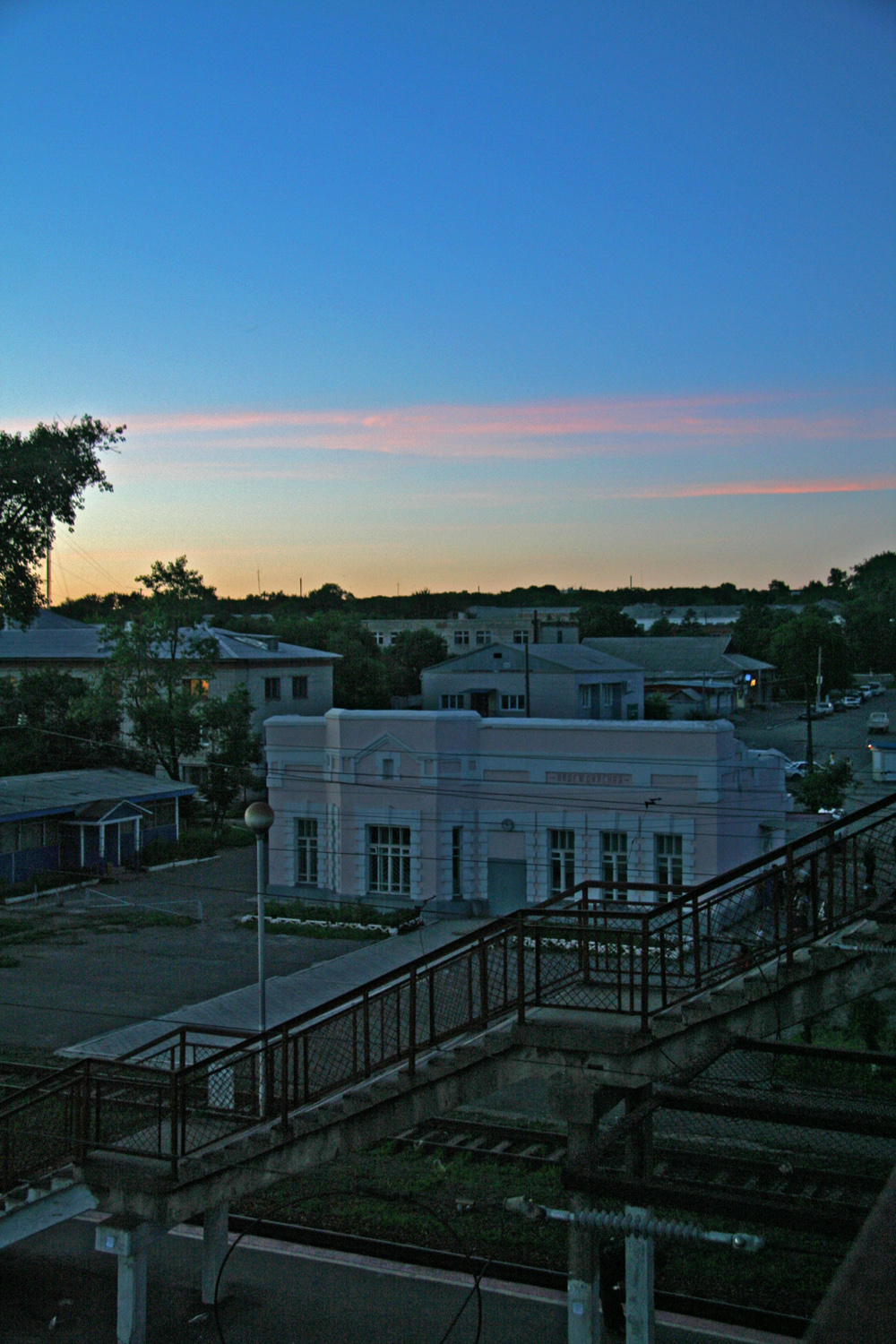
Bahnhof

Der Ort liegt etwa 30 km Luftlinie nördlich des Regionsverwaltungszentrums Wladiwostok und 15 km westlich der Stadt Artjom. Er befindet sich am Flüsschen Schmitowka etwa 7 km oberhalb von dessen Mündung in die Amurbucht des Japanischen Meeres, die sich westlich der Murawjow-Amurski-Halbinsel erstreckt, an deren Spitze Wladiwostok liegt.
Wolno-Nadeschdinskoje ist Verwaltungszentrum des Rajons Nadeschdinski sowie Sitz der Landgemeinde Nadeschdinskoje selskoje posselenije. Zur Gemeinde gehören weiterhin die Dörfer Kiparissowo (13 km nordwestlich) und Prochladnoje (5 km südöstlich) sowie die 15 im Umkreis von bis zu 15 km, überwiegend in nordwestlicher Richtung liegenden Siedlungen De-Fris (benannt nach dem in der zweiten Hälfte des 19. Jahrhunderts in der Region tätigen niederländischen Unternehmer James Cornelius de Vries), Kiparissowo-2, Kljutschewoi, Mirny, Morskoi, Nowy, Rybatschi, Sapadny, Schmidtowka, Sima Juschnaja, Sirenewka, Solowei-Kljutsch, Steklosawodski, Tajoschny und Tonnel. Die größte Siedlung ist das fast unmittelbar östlich an Wolno-Nadeschdinskoje anschließende und fast ebenso große Nowy.

## Geschichte
Der Ort entstand in den 1890er-Jahren im Zusammenhang mit dem Bau der Ussuribahn zwischen Chabarowsk und Wladiwostok, heute Teil der Transsibirischen Eisenbahn, um die Station Nadeschdinskaja. Als offizielles Gründungsjahr gilt 1899. Der Name ist vom russischen nadeschda für „Hoffnung“ abgeleitet; zunächst war nur die Bezeichnung Nadeschdinskoje in Gebrauch, später wurde Wolno- davorgesetzt, russisch etwa für „frei-“.
Am 9. April 1937 wurde das Dorf Verwaltungssitz eines zunächst nach ihm benannten Rajons, der jedoch bereits am 3. Mai 1937 den Namen Wladiwostokski rajon erhielt. Am 26. Februar 1940 wurde die Rajonverwaltung in das 12 km südöstlich an der Küste gelegene Tawritschanka verlegt, am 12. Januar 1944 in die Siedlung Rasdolnoje, knapp 20 km nördlich. Ab 1. Juni 1953 befindet sich die Verwaltung des seit 1963 wieder Nadeschdinski rajon genannten Rajons wieder in Wolno-Nadeschdinskoje.

### Bevölkerungsentwicklung
| Jahr | Einwohner |
| ---- | --------- |
| 1939 | 2185      |
| 1959 | 4193      |
| 1970 | 5096      |
| 1979 | 5076      |
| 1989 | 5975      |
| 2002 | 6765      |
| 2010 | 6694      |
| 2021 | 8403      |

Anmerkung: Volkszählungsdaten

## Verkehr
Nördlich an Wolno-Nadeschdinskoje verläuft die dort autobahnartig ausgebaute föderale Fernstraße A370 Ussuri. Nordöstlich zweigt deren neue Trasse in Richtung Wladiwostok ab, die bei De-Fris seit 2012 mit einer gut 4 km langen Brücke das nordöstliche, Uglowoi-Bucht genannte Ende der Amurbucht quert.
Im Ort liegt die Station Nadeschdinskaja der auf diesem Abschnitt 1897 eröffneten Transsibirischen Eisenbahn (Streckenkilometer 9243 ab Moskau, 46 km vor dem Endbahnhof Wladiwostok). Seit 1962 ist die Strecke aus Richtung Wladiwostok elektrifiziert, seit 1963 von Nadeschdinskaja weiter in Richtung Ussurijsk. Bei der Station zweigt eine Nebenstrecke (nur Güterverkehr) nach Tawritschanka ab.